# Joerlov-kraaier

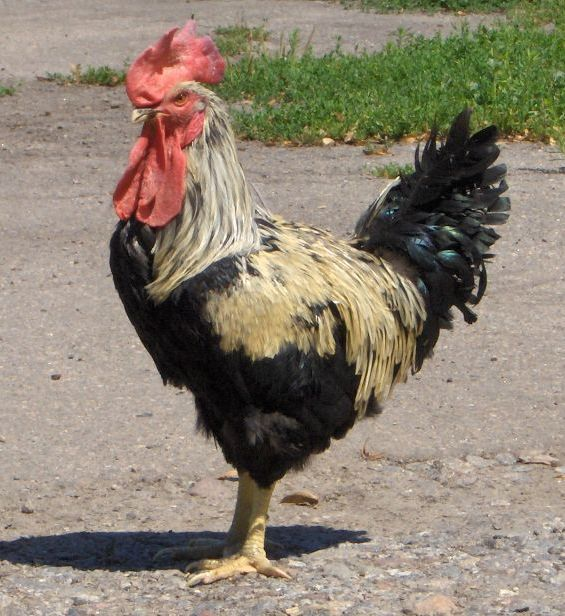
Haan

De Joerlov-kraaier (Russisch: Ю́рловская голоси́стая) is een oud Russisch kippenras dat momenteel hoofdzakelijk voor kraaiwedstrijden en als genetische reserve gefokt wordt.

## Geschiedenis
Vermoed wordt dat het ras in de tweede helft van de 19e eeuw ontstaan is uit een kruising van Chinese vleesrassen, vechtrassen en lokale landhoenders, mogelijk ook met bloed van maleiers. In 1912 werd voor het eerst bericht over een kraaiwedstrijd. Gedurende vele jaren was het ras geliefd in Rusland en Oekraïne bij tentoonstellingsfokkers en - vanwege het gewicht - bij commerciële vleesproducenten. In staatsfokstations werd het ras bovendien geconserveerd en wetenschappelijk bestudeerd vanaf de jaren 70. Volgens het centrale statistiekbureau van de Sovjet-Unie zouden er in 1985 niet meer dan 200 dieren geregistreerd geweest zijn.
In Duitsland werden de eerste dieren door Rüdiger Wandelt in 1993 en Wolfgang Vits in 1994 geïmporteerd. Daaropvolgend nam de geliefdheid van het ras in Duitsland en andere Europese landen toe. In Rusland en Oekraïne gaat men momenteel van een totale populatie van enkele duizenden dieren uit (2006). Het enige land met een rasstandaard binnen de Entente Européenne is Polen.

## Eigenschappen
De haan weegt 5-7 kg, de hen 3,5-4,5 kg. Het ras behoort daarmee tot een van de zwaarste rassen ter wereld. De jaarlijkse eierproductie ligt bij 120-130 eieren van ca. 90 g per stuk. De Joerlov-kraaier heeft een rustig karakter. Het vlees wordt zeer gewaardeerd, aangezien er weinig vetweefsel onder de huid te vinden is. De rug toont een lichte welving (vissenrugvorm). De kam komt in twee varianten voor: enkelvoudig en staand of in de vorm van een unieke rozenkam die dik en hoog is. De kleurslagen zijn niet duidelijk gedefinieerd; vaak komen zwartbruinvarianten voor of berken.

## Genetische bijzonderheden
Het ras is vanaf 1994 uitvoerig genetisch onderzocht. Op grond van een microsatellietenanalyse bleek dat het ras niet minder dan acht allelen bezat, die enkel en uitsluitend bij de Joerlov-kraaier voorkomen. Aangezien bij een analyse van 52 kippensoorten de andere 51 soorten geen enkel of slechts één uniek allel hadden, geeft dit aan dat de Joerlov-kraaier zich genetisch in extreme mate van andere rassen onderscheidt.
Ajam pelóng · Bergse kraaier · Bosnische kraaier · Braziliaanse kraaier · Denizli-kraaier · Koeyoshi · Kosovaarse kraaier · Lachhoen ·Tomaru · Totenko · Joerlov-kraaier